# アン・ビョンギ
アン・ビョンギ (안병기、1966年11月5日 - ) は、韓国の映画監督。ホラー映画を中心にメガホンをとっている。

## 監督作品
- 友引忌-ともびき- (2000年)
  - 友達と裏切りをテーマにした怨霊の復讐劇。日本での配給は松竹。
- ボイス (2002年) 
  - 携帯電話を題材に、『友引忌-ともびき-』でキーパーソンを演じたハ・ジウォンが主役を演じている。なお、この映画は日本では『友引忌-ともびき-』よりも先に公開された。日本及び韓国での配給はブエナビスタ（現ウォルト・ディズニー・スタジオ・モーション・ピクチャーズ）。
- コックリさん (2004年)
  - 日本でもおなじみのコックリさんを題材にした映画。この映画でのコックリさんは、文字の書いたノートの上に、2人で赤ペンを強く握って行うスタイルだが、XXXHOLiCの第3話、「エンゼル」に出てきた女子高生たちがやっていた「エンゼルさん」は、このやり方とよく似ている。配給は「ボイス」と同じブエナビスタ。
- アパートメント (2006年)
  - アパート（マンション）を題材にした映画。日本での公開規模は小さく、吹き替え音声がないままハピネットからリリースされている。なおこの映画には、韓国では「ユミン」の名前で知られる笛木優子がカメオ出演している。
- コックリさん2 (中国2013年/韓国2014年)
  - 2004年公開の『コックリさん』の続編。韓国と中国の合作映画。主演のパク・ハンビョルを除くキャストの大部分が中国人俳優(章婷婷、辛芷蕾、楊帆ら)。そのため、台詞の多くが中国語。中国語タイトルは『笔仙II』[3]。日本では公開されておらず、ビデオスルーも存在していない。

## 映画会社　トイレット・ピクチャーズ
処女作『友引忌-ともびき-』の成功から暫く経って彼が設立したホラー映画専門の映画制作会社。
名前の由来は、名前の「ビョンギ」が韓国語で「便器」の発音と似ていることと、誰でも利用するのがトイレなので、大衆的な映画を作る、という意味を込めている。